# Barbarano Vicentino
Barbarano Vicentino (Barbaràn en vènet) és un municipi italià de 4.602 habitants de la província de Vicenza (regió del Vèneto).

## Toponímia
Se situa l'origen del seu nom a l'època llombarda, quan es fusionà l'arrel "bard", tal com s'anomenaven els propietaris de terres amb el llatí "barbarus", en català, bàrbar.

## Història

### Període romà
Tot i que l'existència d'aquest poble durant el període de dominació romana, s'han trobat nombrosos artefactes d'aquest període, mentre s'excavaven terrenys propers a la població, com un bust d'un home anomenat Antonio Velarato, que pot ser visitat al museu de Vicenza.

### Edat mitjana i segle XX
El primer document on la localitat és mencionada consisteix un mapa que delimita la jurisdicció de la ciutat de Vicenza en els terrenys circumdants, datat del 1219.
El 1312 el poble va quedar sota govern de la família Scalinger, mandat que es prolongà fins al 1404, quan finalment es va incorporar a la República de Venècia.
Entre els anys 1509 i 1511 el poble va quedar gairebé destruït per les tropes franceses, espanyoles i alemanys. Amb la seva posterior reconstrucció, la població va augmentar la seva producció agrícola i ramadera, augmentant també la seva importància, sense produir-se canvis importants fins que el 1866 tot el Vèneto s'annexionà al Regne d'Itàlia
Entre el 1940 i 1948, el municipi fou absorbit per la veïna Villaga i Mossano, sent retornada la seva independència amb la caiguda del govern de Benito Mussolini.

## Fills il·lustres
- Ramiro Fabiani  (1879-1954), geòleg, paleontòleg i professor universitari.
- Mario Pedrina, futbolista.
- Andrea Ferretto, music.